# Distretto di Oyolo
Il distretto di Oyolo è uno dei dieci distretti della provincia di Paucar del Sara Sara, in Perù. Si trova nella regione di Ayacucho e si estende su una superficie di 820,13 chilometri quadrati.

Ha per capitale la città di Oyolo e nel censimento del 2005 contava 1.277 abitanti.